# Marvel NOW!
Marvel NOW! è un'iniziativa editoriale di rilancio delle serie a fumetti edita dalla Marvel Comics negli USA, esordita nell'ottobre del 2012. Il rilancio include anche nuove serie come Incredibili Avengers e Nuovissimi X-Men. Nasce come conseguenza degli eventi narrati nel crossover Avengers vs. X-Men. Il rinnovamento ha coinvolto nuovi autori ed è una delle fasi dell'iniziativa Marvel ReEvolution, cominciata nel marzo 2012.

## Storia editoriale
La Marvel annunciò l'evento Marvel NOW! nel luglio 2012 quando l'editor-in-chief Axel Alonso lo ha descritto come "il prossimo capitolo della saga dell'universo Marvel". Il Chief Creative Officer Joe Quesada precisò che non si trattava di un reboot, ma della diretta conseguenza di Avengers vs. X-Men. Spiegò che molti costumi, personalità dei personaggi e design sarebbero stati cambiati. Nel marzo 2013, Alonso annunciò per l'estate il lancio di una seconda ondata di titoli Marvel NOW!, denominata Wave Two. Una delle nuove serie a essere lanciate fu Avengers A.I.
Dopo gli eventi della saga Infinity, nel settembre 2013, la Marvel annunciò un'ulteriore sviluppo dell'iniziativa, chiamato All New Marvel NOW!, sotto il cui nome esordirono altre nuove serie, mentre quelle già in corso furono rinominate aggiungendo al titolo la parola "now". Tra le nuove serie annunciate ci furono Inhumans e All-New Invaders. Nel gennaio 2014 la Marvel ha annunciato che in seguito agli eventi della mini-serie dell'universo Ultimate Cataclysm, conclusasi ad aprile, esordiranno altre serie sotto il logo Ultimate Marvel NOW"!: tra le serie annunciate ci sono Miles Morales: Ultimate Spider-Man, Ultimate FF e All-New Ultimates.
In Italia il rilancio Marvel NOW! comincia grazie a Panini Comics nel maggio 2013 con la pubblicazione di Marvel NOW! Prologo, Iron Man & New Avengers e Incredibili Avengers.
L'iniziativa ha avuto un sequel col finale dell'evento Infinity di Jonathan Hickman, intitolato All New Marvel NOW!. Dopo qualche anno di assenza, il Marvel NOW! ritorna nel 2016 negli Stati Uniti per raccontare le conseguenze dell'evento Civil War 2 scritto da Brian Michael Bendis e David Marquez, con nuovi numeri uno delle seguenti testate:
- Avengers
- Occupy Avengers
- Great Lakes Avengers
- Steve Rogers: Captain America
- Sam Wilson: Captain America
- Prowler
- Silk
- The Unstoppable Wasp
- Deadpool
- Black Widow
- The Mighty Thor
- The Unworthy Thor
- Infamous Iron Man
- Invincible Iron Man

### Edizione italiana
In Italia la pubblicazione delle serie Marvel NOW! è cominciata nel maggio 2013 con l'uscita di Iron Man & New Avengers e Incredibili Avengers. Le altre serie sono pubblicate in Italia nelle seguenti pubblicazioni:
- Incredibili Avengers (contiene anche Avengers Arena)
- Nuovissimi X-Men (contiene anche X-Men: Legacy)
- Fantastici Quattro (contiene anche FF)
- Thor: Dio del tuono (contiene anche Journey into Mistery e Young Avengers)
- Captain America & Secret Avengers (contiene anche Captain Marvel)
- Devil & i cavalieri Marvel (contiene Punisher: War Zone e Thunderbolts)
- Wolverine (contiene anche Savage Wolverine e Gambit)
- Avengers (contiene anche Avengers Assemble e Avengers A.I.)
- Incredibili X-Men (contiene anche Cable & the X-Force e X-Men)
- Guardiani della Galassia (contiene anche Nova)
- Superior Spider-Man (contiene anche Scarlet Spider)
- Deadpool
- Superior Iron Man (contiene anche New Avengers)
- Star Lord (contiene anche Rocket Raccoon)